# Palazzo Panicali
Il Palazzo Panicali, detto anche Palazzo Panicali al Peschio, per distinguerlo dal palazzo Elvino-Panicali di Alvito inferiore, è un edificio monumentale in località Peschio, frazione d'Alvito chiusa entro la cerchia muraria medievale.

## Storia
L'edificio prende il nome dagli originari proprietari, la famiglia Panicali, quasi estinta nel XVIII secolo, fra le più cospicue di Alvito, che vantava fra i suoi antenati l'umanista Giampaolo Flavio.
Il palazzo risale all'XVII secolo e fu costruito su una precedente struttura in località Peschio, un borgo incluso nella cinta muraria cittadina di Alvito, a mezza costa fra il Castello e Alvito inferiore, in prossimità di uno sperone roccioso, da cui ha preso il nome (Pesculum).
La famiglia Panicali lo abbandonò nel corso del '700, avendo nel frattempo fatto erigere un altro e più imponente palazzo, nella parte più bassa di Alvito, che avrebbe poi assunto il nome di Palazzo Ferrante, dalla casata di origine abruzzese in cui sarebbe estinta.

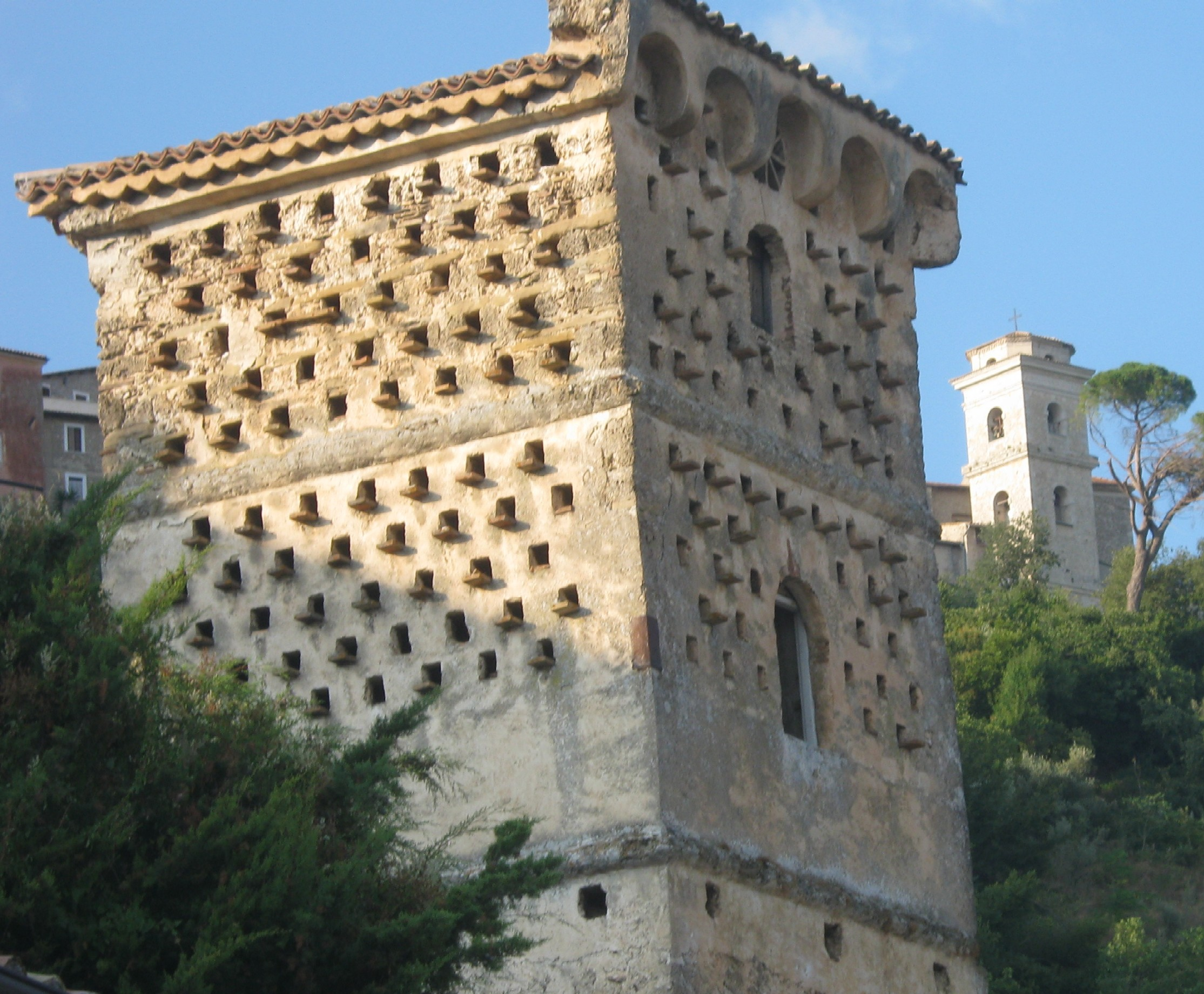
Torre piccionaia ovest. Particolare

## Architettura

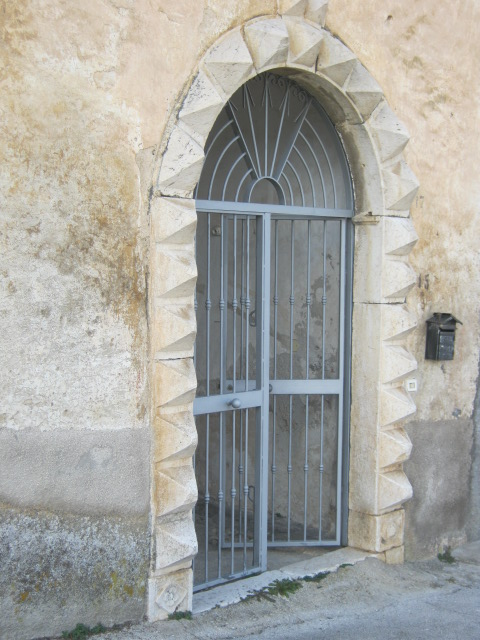
Portale bugnato a punta di diamante

È uno degli edifici più celebri della città, la cui facciata principale, originariamente costruita sull'antica via che a mezza costa conduceva al castello, ancora oggi si estende completamente sulla strada asfaltata che attraversa il borgo di Peschio. Ivi è decorato dall'unico esempio nella Valle di Comino di portone bugnato a punta di diamante, pregevole elemento artistico.
Due torri colombaie arricchiscono il complesso architettonico e lo rendono immediatamente riconoscibile nel sistema urbanistico cittadino: la torre ovest è strutturata in tre ordini e, nei due superiori, presenta feritoie decorate con mensole sporgenti.